# Италия на летних Олимпийских играх 1968
Италия была представлена на летних Олимпийских играх 1968 года 167 спортсменами (152 мужчины, 15 женщин), выступившими в состязаниях по 17 видам спорта. Итальянская сборная завоевала 27 медалей (10 золотых, 10 серебряных и 7 бронзовых), что вывело её на 13 место в неофициальном командном зачёте.

## Медалисты
| Медаль  | Спортсмен                                                                          | Вид спорта           | Дисциплина                               |
| ------- | ---------------------------------------------------------------------------------- | -------------------- | ---------------------------------------- |
| Золото  | Пьерфранко Вьянелли                                                                | Велоспорт            | Мужчины, групповая гонка по шоссе        |
| Золото  | Клаус Дибиаси                                                                      | Прыжки в воду        | Мужчины, вышка 10 м                      |
| Золото  | Примо Баран Ренцо Самбо Бруно Чиполла                                              | Академическая гребля | Мужчины, двойки распашные с рулевым      |
| Серебро | Джордано Туррини                                                                   | Велоспорт            | Мужчины, спринт                          |
| Серебро | Клаус Дибиаси                                                                      | Прыжки в воду        | Мужчины, трамплин 3 м                    |
| Серебро | Владимиро Каларезе Микеле Маффей Чезаре Сальвадори Пьерлуиджи Кикка Роландо Риголи | Фехтование           | Мужчины, сабля, командное первенство     |
| Серебро | Романо Гараньяни                                                                   | Стрельба             | Мужчины, скит                            |
| Бронза  | Эдди Оттоз                                                                         | Лёгкая атлетика      | Мужчины, 110 м с барьерами               |
| Бронза  | Джузеппе Джентиле                                                                  | Лёгкая атлетика      | Мужчины, тройной прыжок                  |
| Бронза  | Джорджо Бамбини                                                                    | Бокс                 | Мужчины, свыше 81 кг                     |
| Бронза  | Пьерфранко Вьянелли Джованни Брамуччи Витторио Марчелли Мауро Симонетти            | Велоспорт            | Мужчины, командная гонка по шоссе        |
| Бронза  | Луиджи Ронкалья Лоренцо Босисьо Чиприано Кемелло Джорджо Морбьято                  | Велоспорт            | Мужчины, командная гонка преследования   |
| Бронза  | Джанлуиджи Саккаро                                                                 | Фехтование           | Мужчины, шпага, личное первенство        |
| Бронза  | Ренато Босатта Пьер Конти-Манцини Туллио Баралья Абрамо Альбини                    | Академическая гребля | Мужчины, четвёрки распашные без рулевого |
| Бронза  | Фабио Альбарелли                                                                   | Парусный спорт       | Класс «Финн»                             |
| Бронза  | Франко Уавалло Камило Гаргано                                                      | Парусный спорт       | Класс «Звёздный»                         |

## Результаты соревнований

### Академическая гребля
В следующий раунд из каждого заезда проходили несколько лучших экипажей (в зависимости от дисциплины). В финал A выходили 6 сильнейших экипажей, ещё 6 экипажей, выбывших в полуфинале, распределяли места в малом финале B.
Мужчины
| Соревнование | Спортсмены                | Предварительный заезд | Предварительный заезд | Предварительный заезд | Отборочный заезд | Отборочный заезд | Отборочный заезд | Полуфинал | Полуфинал | Полуфинал | Финал   | Финал   | Итоговое место |
| Соревнование | Спортсмены                | Заезд                 | Время                 | Место                 | Заезд            | Время            | Место            | Заезд     | Время     | Место     | Время   | Место   | Итоговое место |
| ------------ | ------------------------- | --------------------- | --------------------- | --------------------- | ---------------- | ---------------- | ---------------- | --------- | --------- | --------- | ------- | ------- | -------------- |
| двойки       | Эннио Фермо Марино Специя | 1                     | 7:42,81               | 5                     | 1                | 7:23,77          | 2 Q              | 1         | 7:29,75   | 5 QB      | Финал B | Финал B | 10             |
| двойки       | Эннио Фермо Марино Специя | 1                     | 7:42,81               | 5                     | 1                | 7:23,77          | 2 Q              | 1         | 7:29,75   | 5 QB      | 7:32,50 | 4       | 10             |

### Конный спорт
Троеборье
| Соревнование              | Спортсмены                                                       | Выездка   | Выездка | Кросс     | Кросс | Конкур    | Конкур | Всего     | Всего |
| Соревнование              | Спортсмены                                                       | Результат | Место   | Результат | Место | Результат | Место  | Результат | Место |
| ------------------------- | ---------------------------------------------------------------- | --------- | ------- | --------- | ----- | --------- | ------ | --------- | ----- |
| индивидуальное первенство | Алессандро Арджентон на Diambo de Nora                           | -83,51    | 19      | -76.40    | 22    | -0.50     | 3      | -160,41   | 16    |
| командное первенство      | Алессандро Арджентон Паоло Анджони Джузеппе Равано Мауро Кекколи | -271.53   | 9       | -236.00   | 7     | DNF       | DNF    | —         | —     |